# Darthuizen
Darthuizen est un hameau situé dans la commune néerlandaise d'Utrechtse Heuvelrug, dans la province d'Utrecht.

## Histoire
La commune de Darthuizen a été indépendante jusqu'au 8 septembre 1857. À cette date, elle est rattachée à la commune de Leersum, dont elle avait déjà fait partie entre 1812 et 1818.

## Personnalité liée à la commune
- Le peintre paysager allemand Christian Mali est né à Darthuizen en 1832.